# Myotis formosus
Myotis formosus — вид рукокрилих роду Нічниця (Myotis).

## Поширення, поведінка
Країни проживання: Афганістан, Бангладеш, Китай, Індія, Індонезія, Корея, Корейська Народно-Демократична Республіка, Лаос, Непал, Філіппіни, Тайвань. Мешкає в рівнинних і гірських первинних лісах, а також вторинних місцепроживаннях. Лаштує сідала в печерах, листях дерев, серед кущів і в будинках. Взимку вони зимують в печерах. Записаний від рівня моря до передгір'їв Гімалаїв.